# 斯洛博達-古利夫西卡
48°56′26″N 27°26′19″E / 48.94056°N 27.43861°E
斯洛博達-古利夫西卡（烏克蘭語：Слобода-Гулівська），是烏克蘭的村落，位於該國西南部文尼察州，由日梅林卡區負責管轄，始建於十九世紀，面積1.48平方公里，海拔高度296米，2001年人口344，人口密度每平方公里233.06人。